# زانکت لئونارد بای فرایشتات
زانکت لئونارد بای فرایشتات (به آلمانی: Sankt Leonhard bei Freistadt) یک منطقهٔ مسکونی در اتریش است که در ناحیه فرایشتات واقع شده‌است. زانکت لئونارد بای فرایشتات ۳۵ کیلومتر مربع مساحت دارد ۸۱۰ متر بالاتر از سطح دریا واقع شده‌است.